# Bunčani
Bunčani este o localitate din comuna Veržej, Slovenia, cu o populație de 206 locuitori.